# Robynsiophyton
Robynsiophyton es un género monotípico de plantas con flores  perteneciente a la familia Fabaceae. Su única especie:  Robynsiophyton vanderystii R.Wilczek, es originaria de África donde se distribuye por Zaire, Angola y Zambia.

## Descripción
Es una planta herbácea perennifolia o planta anual de corta duración o subarbusto erecto con tallo piloso que alcanza los 10-30 cm de altura y con frecuencia presenta la difusión de las ramas más bajas de forma ascendente. Parte de una raíz y las hojas son 3 folioladas; con pequeñas flores de color amarillo pálido en las pequeñas cabezas ± sésiles.

## Distribución y hábitat
Se encuentran en África donde se distribuye por Zaire, Angola y Zambia, en los pastos cortos en suelos arenosos, a menudo en lugares húmedos, a una altitud de 1150-1350 metros.

## Taxonomía
Robynsiophyton vanderystii fue descrita por R.Wilczek y publicado en Bulletin du Jardin Botanique de l'État 23(1–2): 126–129, pl. 1. 1953.